# V/H/S
V/H/S је америчка филмска хорор антологија из 2012. године, рађен техником пронађеног снимка, од креатора Бреда Миске и продукцијске куће Bloody Disgusting. Састоји се из шест делова који су режирали Адам Вингард, Дејвид Брукнер, Тај Вест, Глен Маквајд, Џо Свонберг и колектив Radio Silence, који чине Мет Бетинели-Олпин, Тајлер Џилет и Чад Вилела. Централни сегмент филма је назван Трака 56, а у њему су приказани осталих пет: Аматерска ноћ, Други медени месец, Уторак 17, Болесна ствар која се десила Емили када је била мала и 10/31/98.
Филм је премијерно приказан 12. јануара 2012, на Филмском фестивалу Санденс, а након тога имао је ограничено биоскопско приказивање у октобру исте године. Добио је претежно позитивне критике и на сајту Ротен томејтоуз оцењен је са 57%, а на Метакритику са 55%.
Изродио је три наставка, од којих је први објављен већ наредне године, под насловом V/H/S/2. Осим тога, сегмент Аматерска ноћ изродио је и спин-оф Сирена из 2016. године.

## Радња
Група криминалаца је унајмљена од стране непознатих особа да упадне у напуштену кућу и узме тајанствене VHS траке. У фотељи испред телевизора проналазе леш старијег човека. Почињу да пуштају једну по једну од трака са застрашујућим записима...

## Улоге
| Глумац             | Улога      |
| ------------------ | ---------- |
| Калвин Ридер       | Гери       |
| Лејн Хјуз          | Зак        |
| Хана Фирман        | Лили       |
| Џо Свонберг        | Сем        |
| Софија Такал       | Стефани    |
| Мајк Донлан        | Шејн       |
| Норма К. Квинонес  | Венди      |
| Дру Морлин         | Џои Бренер |
| Џанин Јодер        | Саманта    |
| Џејсон Јачанин     | Спајдер    |
| Адам Вингард       | Бред       |
| Хелен Роџерс       | Емили      |
| Данијел Кофман     | Џејмс      |
| Чад Вилела         | Чад        |
| Сајмон Барет       | Стив       |
| Мет Бетинели-Олпин | Мет        |
| Тајлер Џилет       | Тајлер     |
| Кентакер Одли      | Рокс       |
| Кејт Лин Шил       | девојка    |
| Френк Стек         | старац     |